# Angles-sur-l'Anglin

Angles-sur-l'Anglin este o comună în departamentul Vienne, Franța. În 2009 avea o populație de 389 de locuitori.